# Малдиви на Светском првенству у атлетици у дворани 2018.
Малдиви су девети пут учествовали на 17. Светском првенству у атлетици у дворани 2018. одржаном у Бирмингему од 1. до 4. марта. Репрезентацију Малдива је представљао један такмичар, који се такмичио у трци на 400 метара.,
На овом првенству такмичар Малдивија није освојио ниједну медаљу али је оборио национални и лични рекорд.

## Учесници
Мушкарци:
- Мохамед Наил — 400 м

## Резултати

### Мушкарци
| Атлетичар    | Дисциплина | Лични рекорд | Квалификација | Квалификација | Полуфинале           | Полуфинале           | Финале               | Финале       | Детаљи |
| Атлетичар    | Дисциплина | Лични рекорд | Резултат      | Место         | Резултат             | Место                | Резултат             | Место        | Детаљи |
| ------------ | ---------- | ------------ | ------------- | ------------- | -------------------- | -------------------- | -------------------- | ------------ | ------ |
| Мохамед Наил | 400 м      | 48,25 о      | 49,98 НР ЛР   | 5. у гр. 4    | Није се квалификовао | Није се квалификовао | Није се квалификовао | 24 / 25 (32) |        |